# Вендиго (Marvel Comics)
Вендиго (англ. Wendigo) — раса монстров, появляющаяся в комиксах издательства Marvel Comics. Вендиго был создан сценаристом Стивом Инлхартом и художником Хёрбом Тримпом и впервые появился в комиксе The Incredible Hulk #162 в апреле 1973 года, где сражался с Халком. По данным Comic Vine вендиго появляется в 302 различных выпусках.
Изначально в любой момент времени только один человек мог существовать в качестве вендиго — трансформация очередного каннибала означала исцеление предыдущего вендиго. Однако позже правило было изменено и выяснилось, что в окрестностях Берингова пролива обитала стая вендиго, в последующем вендиго нередко появлялись группами.
Чаще других с вендиго приходилось сражаться Росомахе, Халку и членам Отряда Альфа. В определённые моменты времени и Халк, и Росомаха сами становились вендиго, но излечивались с помощью различных магических сил (подробнее см. ниже). В 2013 году вендиго попал в список десяти величайших противников Росомахи всех времён по версии Newsarama.

## История
Проклятье Вендиго было создано Богами великого белого севера (также известными как Инуа). В соответствии с этим проклятьем любой человек, предавшийся каннибализму в лесах Канады, должен был превратиться в вендиго. Проклятье было призвано искоренить людской каннибализм.

### Классическое проклятье
Первым известным вендиго современности был Пол Картье, после трансформации сразившийся с Халком и сбежавший. В последующем он повторно сразился с Халком, за битвой их застал Росомаха, отправленный Департаментом С разобраться с Халком. Росомаха вступил в бой с обоими монстрами сразу, однако схватка не была завершена — Мари Картье, сестра Пола, с помощью его лучшего друга, профессора Джорджа Баптиста, использовала чёрную магию, чтобы перенести проклятье вендиго со своего брата на Халка. Магия вывела Росомаху и Халка из строя, однако план Мари Картье сработал не так, как она хотела, и проклятье перешло с Пола на Джорджа — первый исцелился, а второй стал вендиго.
Баптист совершил серию убийств и похищений, которые взялась расследовать канадская команда супергероев Отряд Альфа. Опознать в убийце вендиго им помог старый друг и бывший коллега — Росомаха, прибывший в Канаду, чтобы убедить правительство принять его отставку из спецслужб и чтобы достигнуть примирения между Людьми Икс и Отрядом Альфа. Первым с вендиго столкнулся прибывший вместе с Росомахой Ночной Змей. Росомаха проследовал за монстром к его логову и вступил с ним в бой, дабы спасти двух похищенных людей, к нему присоединились Ночной Змей и Отряд Альфа. Снежная Птица в облике белой росомахи победила вендиго, и Шаман с помощью своей магии освободил его от проклятия. Однако Виндикатор, лидер команды, арестовал Баптиста за убийства, совершённые им в облике монстра.
Следующим вендиго стал Франсуа Лартижу. Йети (англ. Sasquatch) случайно обнаруживает его следы и идёт по ним, в это же время на хижину Франсуа случайно натыкается Брюс Бэннер. Вендиго пытается атаковать Брюса, но вовремя появляется Йети и вступает с монстром в бой. Брюс заставляет себя превратиться в Халка, чтобы помочь Уолтеру, вместе Халк и Йети побеждают монстра, впоследствии его излечивает Шаман.
Репортёр Анна Брукс, занимавшаяся поисками Бигфута, наткнулась на вендиго в местности, где недавно пропало несколько детей, в результате чего Джей Джона Джеймсон отправил Питера Паркера в Британскую Колумбию. Активность вендиго также привлекла внимание Росомахи, в результате Человек-Паук и Росомаха объединились, чтобы остановить монстра.
Росомаха снова встретился с вендиго, когда отправился на север за злодеем Мовеем, который с помощью своей магии убил напавшего монстра и, съев его сердце, сам стал вендиго, однако сохранил сознание, речь и магические способности и собирался уничтожить древних богов. На помощь Росомахе пришёл Отряд Альфа в полном составе, но в итоге Мовея покарали Боги великого белого севера, отправив его в измерение Великих Зверей.
Йети из Отряда Альфа сражался со следующим вендиго и был побеждён, после чего монстра убил Саблезубый.
Несколько лет спустя появляется новый вендиго, на битву с которым Щ. И.Т. попросил отправиться Женщину-Халк, а одно из местных племён индейцев — Росомаху. Героям удалось вывести монстра из строя, применив старый приём Росомахи, известный как «Fastball Special», в результате чего Росомаха вырвал сердце из груди вендиго. Супергероиня Талисман, принадлежавшая к племени, вызвавшему Росомаху, хотела излечить вендиго с помощью своей магии, однако агенты Щ. И.Т. пленили монстра и увезли его на одну из своих баз для «проекта Ахиллес». В последующем вендиго, получив специальный электрический ошейник для контроля над безумными существами, появился в качестве члена группы Оружие ПРАЙМ, первой задачей которой было устранение Кейбла, в чём отряд не преуспел. В последующем этот вендиго получил вместо ошейника нейроимплант, дававший человеческой сущности внутри монстра контроль над ним и позволивший вендиго говорить, после чего он стал называться Йети (англ. Yeti — не путать с героем Йети из Отряда Альфа, чьё оригинальное имя звучит как Sasquatch).

### Стаи вендиго
Во время событий арки "Война Хаоса" в окрестностях Берингова пролива была обнаружена целая стая вендиго. Выяснилось, что Великие Звери были вынуждены изменить древнее проклятие, позволив единовременно трансформироваться и существовать любому количеству вендиго (а не лишь одному, как было ранее), дабы создать из них армию для противостояния Королю Хаоса Аматсу-Микабоши.
Эта стая вендиго позже появилась в Лас-Вегасе, где в это время находился Брюс Бэннер. Не успел он вступить в бой со стаей в облике Джо Фиксита (Серого Халка), как появились Мисс Марвел, Лунный Рыцарь и Часовой. Трое героев по очереди устроили краткие сражения с Джо, в результате чего возник Зелёный Халк, а после всем четверым пришлось противостоять пополняющейся за счёт жителей Лас-Вегаса стае вендиго. Халк был укушен и трансформировался в Вендихалка, атаковавшего героев. Мисс Марвел связалась с филиалом Щ. И.Т. в Гаити, и на помощь явился Брат Вуду, который провёл магический обряд и исцелил всех вендиго, включая Халка.
Во время съёмок малобюджетного фильма о вендиго, которого играл человек в театральном костюме, на съёмочную группу напал настоящий монстр и убил несколько человек. Остальных спас оказавшийся поблизости Росомаха.
Во время событий арки «Страх во плоти» вендиго был среди злодеев, собранных Департаментом С в команду Альфа Удар для распространения программы «Единство» Властелина Мира и уничтожения Отряда Альфа.
В рамках инициативы «Marvel NOW!» вендиго появился как часть команды Отряд Омега, собранной Департаментом С. На одной из миссий был убит.
Позже вендиго вошёл в состав факультета Академии адского пламени в качестве инструктора Комнаты Опасностей.
Вендиго был призван Тираннусом с помощью колодца желаний наряду с Би-Зверем, Фин Фан Фумом и Армагеддоном для битвы с Халком. Этот вендиго был чуть более разумен, чем обычные представители его вида, в малой степени владел речью. Вместе с Фин Фан Фумом они использовали колодец желаний, чтобы в несколько раз увеличиться в размерах, однако Халк одержал победу, достигнув уровня разрушителя миров. В итоге все призванные злодеи и временно сам Халк были утянуты в Тёмное Измерение его правительницей Умар.

Обложка комикса Amazing X-Men #8

### Мировая Война Вендиго
Два работника мясокомбината в Канаде повздорили, один из них ударил другого, тот неудачно упал и погиб. Первый работник решил скрыть своё преступление, перемолов тело в мясорубке. В итоге население целого городка в Канаде трансформировались в вендиго. Росомаха, прибывший в Канаду в это время, чтобы повидать старых друзей, почуял монстров, когда следовал по следу пропавшего Джеймса Хадсона (Страж, бывший Виндикатор) вместе с его женой (Хизер МакНил Хадсон, Виндикатор). Логан сказал Хизер вызвать Отряд Альфа и Людей-Икс, однако она была атакована вендиго, успев лишь оставить сообщение Юджину Джадду (Шайба, член Отряда Альфа). К счастью, Логан был обнаружен Чудо-Девушкой с помощью Церебро по указанию Ороро Монро, и отряд мутантов отправился в Канаду на помощь. В битву Логана с вендиго вмешались Талисман и Шайба, вскоре появился отряд Людей-Икс в составе: Штром, Чудо-Девушка, Нордстар, Огненная звезда, Человек-лёд, Ночной змей, Колосс. Икс-джет был сбит вендиго, однако команда выжила благодаря Человеку-Льду. Единственным шансом одолеть вендиго была магия Талисман. Однако Элизабет не смогла провести обряд, поскольку Росомаха, получивший множество ран в бою с монстрами, трансформировался в вендиго и пронзил Талисман когтями. Герои вступили в бой с Росомахой-вендиго, к ним присоединился Санто Ваккарро, почему-то оставшийся никем не замеченным в разбившемся икс-джете. Позже на помощь к Людям-Икс пришли оставшиеся незадействованными ранее члены Отряда Альфа (Страж, Йети, Снежная птица, Аврора). Герои обнаружили открытые врата в Царство духов, вокруг которых было множество вендиго. Пока остальные отвлекали монстров, Шторм, Страж, Огненная звезда, Снежная птица, Человек-Лёд и Оползень прошли через врата в Царство духов. Тем временем полчища вендиго, пополняющиеся за счёт укушенных людей, достигли южной границы Канады, где, чтобы сдержать их, с ними вступили в бой Тор, Капитан Америка и Железный Человек вместе с армией Канады и США. Однако сдерживание как таковое не имело смысла, поскольку проклятье вендиго действует только на канадской земле, и, как оказалось, любой перешедший границу вендиго становится человеком. Герои решили использовать это — Кэп, Тор и Железный человек стали выманивать отдельные группы вендиго за границу Канады, чтобы монстры превращались обратно в людей, Аврора и Нордстар перенесли Талисман через границу, чтобы ей оказали медицинскую помощь. В Царстве духов выяснилось, что в связи со столь мощной вспышкой проклятия вендиго Танарак (Покоритель Зверей) обрёл (и продолжает обретать) огромное могущество, с помощью которого решил покорить прочих Великих Зверей. Герои увидели, что вендиго, подчиняющиеся Танараку, одолели и пленили Коломака (Зверь снегов), могучую Тундру (Зверь земли), Кариука Осквернителя, Ранака (Великий Пожиратель), Сомона Ремесленника и Толомака (Зверь огня). Снежная птица попыталась уговорить Танарака остановиться, но он не стал слушать и с помощью своего возросшего могущества позволил проклятью вендиго действовать по всему миру — выведенные за границу Канады люди снова трансформировались в вендиго. Нордстар и Аврора стали вендиго, Йети, ранее чувствовавший зов вендиго, потерял рассудок, стал подчинён волей Танарака. Покоритель Зверей проглотил Стража, с лёгкостью одолел Снежную птицу, Шторм, Огненную звезду и Оползня и, уходя к вратам, приказал вендиго пленить их, но Человек-Лёд, не участвовавший в первом противостоянии с Танараком, спас героев из плена. Великим Зверям отказали в освобождении, но те временно сделали из четырёх героев богоподобных существ. Они вступили в бой с Танараком в мире людей, но уже не могли убить его, поскольку проклятие распространилось за пределы своих изначальных границ. Неожиданно для всех Танарак был разорван изнутри Стражем. Противостояние закончилось, все вендиго снова стали людьми, все герои выжили, чему, вероятно, поспособствовали Великие Звери. Росомаха предположил, что проклятье вендиго умерло вместе с Танараком.

### После гибели Танарака
Позже Женщина-Паук и Роджер Гокинг обнаружили в горах Канады ресторан, шеф-повар которого в тайне подал клиентам человеческое мясо в попытке спровоцировать очередную вспышку проклятья вендиго. Джессика пыталась остановить людей от поедания мяса, но несколько человек всё же трансформировались в вендиго. Победить их Джессике и Роджеру помогла появившаяся Капитан Марвел. О дальнейшей судьбе вендиго ничего не известно.
Джимми Хадсон (сын Росомахи в Ultimate вселенной), попавший на Землю-616 во время событий «Тайных войн», столкнулся в лесах Колорадо с группой охотников, возглавляемой местным шерифом, отправившейся за вендиго. Часть охотников были убиты, некоторые сбежали, Джимми Хадсон вступил в бой с вендиго и убил его.
Корпорация "Роксон" проспонсировала археологическую экспедицию Эллы Стерлинг, направленную на поиски убежища, где Авиньонская группа пряталась от бури, застряла на семь недель, и люди начали поедать друг друга. В составе экспедиции также были Филлипс Ваггонер и некий мистер Бэнкс. Когда искомое место было найдено, мистер Бэнкс предложил Ваггонеру немного вяленого мяса, которое он взял с собой — как он сказал позже, человечины (как выяснилось в итоге, мясо вендиго). Бэнкс оказался роботом, выполняющим задание корпорации «Роксон», конечной целью которого было создание усиленной версии вендиго. Ваггонер трансформировался в Ур-Вендиго и собирался напасть на доктора Стерлинг, но с ним в бой вступил оказавшийся поблизости Оружие Эйч. Откусив кусок от Халкомахи, Ур-Вендиго стал в несколько раз больше и едва ли не проглотил противника целиком, но вовремя возник и вмешался Доктор Стрэндж. Однако его магические стрелы не могли причинить вреда Ур-Вендиго, и Доктор понял, что и его топор Ангарруумуса не пробьёт шкуру монстра. Тогда Оружие Эйч схватил топор у мага, дал вендиго себя проглотить и разрубил его изнутри.

## Описание
Образ основан на мифологии алгонкинов. Вендиго выглядит как покрытый белой шерстью монстр с достаточно длинным хвостом, острыми клыками и прочными когтями. Обычно вендиго ростом около трёх метров и весом около девятисот килограмм. В вендиго превращается любой человек, решивший съесть мясо себе подобного или плоть вендиго в лесах Северной Канады. Человек также может получить это проклятье, если вендиго укусит его и при этом человек останется жив. Проклятье имеет силу лишь на канадской земле. Вендиго, вышедший за границу Канады, вновь становится человеком.
Вендиго обладают такими сверхчеловеческими физическими возможностями, которые позволяют им противостоять самому Халку. Ткани тела вендиго обеспечивают крайне высокую устойчивость к повреждениям, выдерживая выстрелы из ручного огнестрельного оружия. Если ранение всё же было получено, регенерация вендиго позволяет исцелиться крайне быстро. Известен случай выживания вендиго после того, как его сердце было вырвано из груди. Однако также имеются предположительные сведения о вендиго, убитом именно путём вырывания сердца. Несмотря на мышечную массу и размеры вендиго могут развивать скорость, недоступную человеку, при этом длительное время не испытывая утомления. Плотная шерсть вендиго позволяет выдерживать экстремальный холод, что помогает монстрам выживать в суровых условиях лесов Северной Канады. Втягивающиеся когти вендиго прочны и остры, способны прорезать кожу даже Халка.
Каждый вендиго когда-то был человеком, однако после трансформации он едва ли может быть назван разумным и практически полностью утрачивает прошлый интеллект и воспоминания. Вендиго вынуждены бродить по заснеженным лесам в поисках человеческой плоти. Если способность говорить формально и остаётся, то словарный запас обычно сокращается до одного слова: «Вендиго», которое монстры выкрикивают во время атаки. Из этого правила бывают исключения: в частности колдун Мовей смог сохранить разум и речь после намеренного превращения в вендиго путём поедания сердца одного из них.

## Вне комиксов

### Кино и телевидение
- Вендиго появляется в мультсериале «Невероятный Халк» 1996 года в 10 эпизоде 1 сезона «И ветер пронесёт… Вендиго!» (англ. "And the Wind Cries...Wendigo!"), в котором Халк и генерал Росс объединяются, чтобы спасти Бетти от вендиго. Побеждённый Халком монстр избавляется от проклятия. Персонажа в оригинале озвучивала Лиза Миллер МакГи.[33]
- Вендиго появляется мультсериале «Росомаха и Люди Икс» в 7 эпизоде «Росомаха против Халка» (англ. "Wolverine vs. Hulk"), в котором Ник Фьюри просит Росомаху остановить Халка, уничтожившего два города в горах Канады, но в итоге Росомаха и Халк вместе сражаются с вендиго, которыми стали несколько агентов ЩИТа. В мульсериале у первого вендиго есть тёмные рога, у превращённых агентов — нет, и они имеют более тёмную шерсть. Монстры были излечены с помощью лекарства, разработанного Бэннером. По предположению Логана и Брюса, Фьюри подстроил трансформацию в попытке создать суперсолдат, но не смог контролировать монстров.[34][35]
- Вендиго появляется в виде камео в мультсериале «Мстители. Величайшие герои Земли» в 6 эпизоде 1 сезона «Побег, Часть 1» (англ. "Breakout, Part 1").[36]
- Вендиго появляется в мультсериале «Мстители, общий сбор!» в 12 эпизоде 1 сезона «Мстители: Невозможные» (англ. "Avengers: Impossible") в качестве одного из злодеев, призванных Невозможным Человеком.[37]
- В мультсериале «Халк и агенты У.Д.А.Р.» в 10 эпизоде 1 сезон «Апокалипсис от вендиго» (англ. "Wendigo Apocalypse") вендиго выступают в качестве основного противника. Агенты УДАР летят в Канаду, чтобы отдохнуть, но на их джет нападает Росомаха, укушенный вендиго. При трансформации Логан утратил рассудок, но размеры и пропорции его тела не изменились, а проклятье оставило его само собой по прошествии некоторого времени, что сам Логан объяснил действием своего исцеляющего фактора. Позже А-Бомба был поцарапан и превратился в вендиго, а затем трансформировались и Ралк, Женщина-Халк, Скаар. Халк также превратился, но смог сопротивляться звериному началу настолько, что сохранил разум и контроль над собй. Вендиго здесь имеют тёмные рога, как и в мульсериале «Росомаха и Люди-Икс» (см. выше). В этой версии у стаи вендиго имеется царь, он разумен и владеет речью (что позволяет провести параллель с Танараком), а также носит на груди особый амулет и владеет телепортацией. Покончить с проклятием в этой версии можно, одолев царя вендиго, точнее, разбив его амулет, что Росомаха и Халк сделали, применив «fastball special». Царя вендиго в оригинале озвучивает Ди Брэдли Бейкер.[38][39]
- Вендиго появляется в мультсериале «Совершенный Человек-паук» в 23 эпизоде 3 сезона «Битва Чемпионов: Часть 1», где он наряду с Крэйвеном-охотником и Расплавленным человеком сражается с Халком, Железным Человеком и Человеком-Пауком в игре «Последний оставшийся».[40]
- В полнометражном мультфильме «Железный человек и Халк: Союз героев» группа вендиго обитают на некоем кладбище (что не согласуется с каноном комиксов) и сражаются с попавшими к ним Халком и Железным человеком. Здесь вендиго также имеют рога.[41]

### Видеоигры
- Вендиго появляется в аркадной игре "Люди Икс"[англ.] 1992 года в качестве босса на уровне 3, а также одного из пяти боссов уровня 7.[42]
- Вендиго появляется в игре «X2: Wolverine's Revenge» в качестве босса, а также персонажа открываемой юмористической кат-сцены. Озвучен Фрэнком Уэлкером.[источник не указан 2513 дней]
- В игре «X-Men Origins: Wolverine» вендиго выступают в качестве результата очередного эксперимента по созданию суперсолдат «прототип ВЕНДИГ0» (Вооружённый Экспериментальный Нейродендритический Инцидент Гамма Ноль, англ. W.E.N.D.I.G.O. - Weaponized Experiment Neurodindritic Incident Gamma Zero).[источник не указан 2513 дней]
- Вендиго появляются в качестве врагов Халка в игре на iOS «Avengers Initiative».[43]
- Вендиго был одним из боссов миссий онлайн-игры Marvel Super Hero Squad Online.
- Вендиго выступает в качестве играбельного персонажа в игре «Lego Marvel’s Avengers».[44]

### Экшен-фигурки
- В 2008 году компания Hasbro в рамках линейки Marvel Legends выпустила экшен-фигурку вендиго формата 1:12 в составе волны Фин Фан Фума.
- В 2019 году компания Hasbro в рамках линейки Marvel Legends запустила волну вендиго, куда вошли шесть фигурок, к каждой из которых прилагалась часть фигурки вендиго по принципу BAF.